# Fábián Marozsán
Fábián Marozsán (født 8. oktober 1999 i Budapest, Ungarn) er en professionel tennisspiller fra Ungarn.